# Municipio de Soledad de Graciano Sánchez
El municipio de Soledad de Graciano Sánchez es uno de los 59 municipios del estado mexicano de San Luis Potosí. Su cabecera es la localidad de Soledad de Graciano Sánchez.

## Geografía
Colinda al norte y al oeste con el municipio de San Luis Potosí, al sur con el municipio de Cerro de San Pedro y al este con los municipios de Villa Hidalgo y Armadillo de los Infante.

## Presidentes municipales
| Presidente                               | Periodo     |
| ---------------------------------------- | ----------- |
| Juan Miranda Luera                       | 1938        |
| Severiano Méndez Martínez                | 1938        |
| Luciano Martínez Sustaita                | 1938 - 1940 |
| Daniel Galarza Medellín                  | 1940 - 1943 |
| Alberto Cervantes del Valle              | 1943 - 1946 |
| Gabriel Rodríguez Guzmán                 | 1946 - 1949 |
| Alberto Cervantes del Valle              | 1949 - 1952 |
| Gabriel Rodríguez Guzmán                 | 1952 - 1955 |
| Dionisio Ramírez Velázquez               | 1955 - 1957 |
| Tomás Miranda Leura (Interino)           | 1957        |
| Dionisio Ramírez Velázquez               | 1957 - 1958 |
| Samuel Narváez López                     | 1958 - 1960 |
| Fernando Rodríguez de la Cruz (Interino) | 1960 - 1961 |
| Daniel Galarza Medellín                  | 1961 - 1964 |
| Guillermo Narváez Warren                 | 1964 - 1967 |
| José Guadalupe Vega Macías               | 1967 - 1970 |
| Amalia Noyola Rodríguez                  | 1970 - 1973 |
| Joel Tello Martínez                      | 1973 - 1976 |
| Elpidio Galarza Jasso                    | 1976 - 1979 |
| Fidel Campos Alfaro                      | 1979 - 1982 |
| Juan Jesús Maldonado Reyes               | 1982 - 1985 |
| Tomás Galarza Navarro                    | 1985 - 1988 |
| Raymundo Gaytán Moreno                   | 1988 - 1991 |
| Roberto Galarza Jasso                    | 1991 - 1994 |
| Roberto Cervantes Barajas                | 1994 - 1997 |
| Juan Manuel Velázquez Galarza            | 1997 - 1999 |
| Gerardo Zamanillo Olvera (interino)      | 1999 - 2000 |
| Juan Gaitán Infante                      | 2000 - 2003 |
| Roberto Cervantes Barajas                | 2003 - 2006 |
| Juan Manuel Velázquez Galarza            | 2006 - 2009 |
| Ricardo Gallardo Juárez                  | 2009 - 2012 |
| Ricardo Gallardo Cardona                 | 2012 - 2014 |
| José Luis Fernández Martínez (interino)  | 2014 - 2015 |
| Gilberto Hernández Villafuerte           | 2015 - 2018 |
| Yoloxóchitl Díaz López (Interina)        | 2018        |
| Gilberto Hernández Villafuerte           | 2018 - 2021 |
| Gerardo Zapata Rosales (interino)        | 2021        |
| Leonor Noyola Cervantes                  | 2021 - 2024 |
| Araceli Martínez Pérez (interina)        | 2024        |
| Juan Manuel Navarro Muñiz                | 2024 - 2027 |